# Limia immaculata
Limia immaculata är en fiskart som beskrevs av Rivas, 1980. Limia immaculata ingår i släktet Limia och familjen Poeciliidae. Inga underarter finns listade i Catalogue of Life.